# Гребенщикова, Вера Ильинична

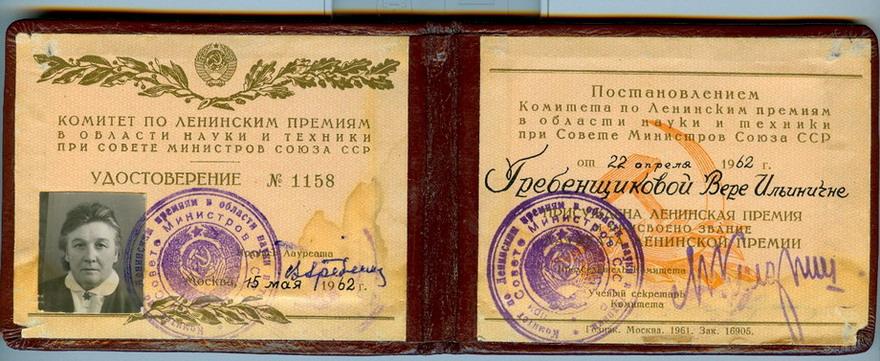
Удостоверение В. И. Гребенщиковой о присуждении Ленинской премии 1962 года

Вера Ильинична Гребенщикова (5 октября 1908 года — 2 октября 1985 года) — учёный-радиохимик. Лауреат Ленинской премии и премии имени В. Г. Хлопина (1962).

## Биография
Родилась 5 октября 1908 года. В 1924 году окончила Петербургскую школу Карла Мая. С 1933 по 1975 годы — работа в Радиевом институте имени В. Г. Хлопина, где прошла путь от аспиранта до заведующей лаборатории (1962—1974). В 1960 году — защитила докторскую диссертацию. В 1967 году — присвоено учёное звание профессора. Преподавала в ЛГУ. Разработала методы соосаждения плутония и актиноидов. Умерла 2 октября 1985 года.

### Семья
- Отец — химик, академик АН СССР, Илья Васильевич Гребенщиков (1887—1953).
- Муж — физик, Дмитрий Георгиевич Алхазов (1909—1982)[1].

## Награды и премии
- орден Трудового Красного Знамени (1951)
- орден Красной Звезды (10.06.1945)
- орден «Знак Почёта» (1953)
- медали
- Ленинская премия (1962)
- Премия Совета Министров СССР (1950)
- Премия имени В. Г. Хлопина (за 1962 год, совместно В. Р. Клокман, Э. М. Иоффе, М. С. Меркуловой) — за комплекс работ в области соосаждения радиоэлементов с различными осадками
- медали